# Näshulta distrikt
Näshulta distrikt är ett distrikt i Eskilstuna kommun och Södermanlands län. 
Distriktet ligger i södra delen av kommunen. 

## Tidigare administrativ tillhörighet
Distriktet inrättades 2016 och utgörs av socknen Näshulta i Eskilstuna kommun
Området motsvarar den omfattning Näshulta församling hade vid årsskiftet 1999/2000.